# Ерёмин, Михаил Иванович
Михаил Иванович Ерёмин (1920—1945) — красноармеец Рабоче-крестьянской Красной Армии, участник Великой Отечественной войны, Герой Советского Союза (1945).

## Биография
Михаил Ерёмин родился 17 мая 1920 года в деревне Денисовка (ныне — Кугарчинский район Башкортостана). Детство провёл в селе Дзержинка Верхнеуральского района Челябинской области. Получил неполное среднее образование, работал в колхозе. В 1940 году Ерёмин был призван на службу в Рабоче-крестьянскую Красную Армию. С апреля 1942 года — на фронтах Великой Отечественной войны. К июлю 1944 года красноармеец Михаил Ерёмин был разведчиком взвода пешей разведки 331-го стрелкового полка 96-й стрелковой дивизии 48-й армии 1-го Белорусского фронта. Отличился во время освобождения Белорусской ССР.
8 июля 1944 года Ерёмин вместе с двумя бойцами вышел во вражеский тыл в районе деревни Заболотье Барановичского района Брестской области и уничтожил расчёты миномётной батареи, захватив 6 миномётов, 2 тягача, 4 автомашины, а также взял в плен 8 солдат противника. Действия Ерёмина способствовали успешному наступлению полка.
Указом Президиума Верховного Совета СССР от 24 марта 1945 года за «образцовое выполнение боевых заданий командования и проявленные при этом геройство и мужество» красноармеец Михаил Ерёмин был удостоен высокого звания Героя Советского Союза. Орден Ленина и медаль «Золотая Звезда» он получить не успел, так как в одном из последующих боёв получил ранения, от которых скончался в госпитале 9 мая 1945 года. Похоронен в польском городе Седльце.
Был также награждён орденами Красного Знамени и Славы 3-й степени, медалью.